# مرکز هنر دیجیتال لس آنجلس
مرکز هنر دیجیتال لس آنجلس (انگلیسی: Los Angeles Center for Digital Art)  (به اختصار LACDA )، که در آوریل ۲۰۰۴ تأسیس شد، گالری‌ای برای نمایش آثار هنری دیجیتال در لس آنجلس ، کالیفرنیا ، ایالات متحده است . 
بنیانگذار و مدیر این مرکز رکس بروس است. 